# Beshirmatta
Beshirmattor är nomadmattor som är knutna av Beshirnomaderna. Mattornas färger är de traditionellt turkmenska: rött, blått och beige, men gult förekommer också. Beshirmattorna är ofta orientaliskt formade med en mängd åttkanter inuti varandra, men man kan också påträffa kinesiska molnbandsmotiv. Både varp och inslag är av ull. Luggen är medellång och knuten är oftast persisk, men ibland förekommer också turkisk knut.